# Regeringsformatie België april 1939
Na de verkiezingen voor het Belgisch Parlement op 2 april 1939 ging de formatie van een nieuwe Belgische regering van start. De formatie duurde 15 dagen en leidde tot de vorming van de regering-Pierlot II.

## Verloop van de formatie

### Aanloop naar de formatie
Op 2 april 1939 vonden vervroegde parlementsverkiezingen plaats. Het Katholiek Blok won 2,5 procent ten opzichte van de vorige verkiezingen en werd met 30 procent van de stemmen opnieuw de grootste partij van België. De katholieken namen deze fakkel over van de socialistische BWP-POB, die ruim 2,5 procentpunt verloor en bijna 29,5 procent van de stemmen behaalde. De derde grootste partij was de Liberale Partij, die afklokte op 17 procent van de stemmen en bijna vijf procent vooruitging. Het Vlaams-nationalistische VNV boekte lichte winst en steeg van 7 naar bijna 8,5 procent. De communistische KPB-PCB ging achteruit en daalde van 6 naar 4,6 procent. De grootste verliezer van de verkiezingen was het fascistische Rex van Léon Degrelle: in 1936 haalde de partij nog bijna 11,5 procent van de stemmen, in 1939 bleef daar nog maar 4,25 procent van over.
Twee dagen na de verkiezingen, op 4 april, bood premier Hubert Pierlot (Katholiek Blok) aan koning Leopold III het ontslag van de regering-Pierlot I (katholieken en socialisten) aan. In tegenstelling tot wat de gewoonte was aanvaardde de koning het ontslag van de regering niet, omdat een regering van lopende zaken onvoldoende slagkracht had in tijden van economische crisis en de militaire dreiging vanuit Nazi-Duitsland. Dezelfde dag nog begon het staatshoofd aan de raadplegingen met het oog op de vorming van de nieuwe regering en ontving hij Senaatsvoorzitter Romain Moyersoen, Adolphe Max, voorzitter van de liberale Kamerfractie, minister van Arbeid Arthur Wauters (POB), Henri Carton de Wiart, voorzitter van de katholieke Kamerfractie, minister van Staat Albert Devèze (LP), Kamervoorzitter Camille Huysmans en voormalig eerste minister Paul-Henri Spaak (POB). De volgende dag werden de audiënties afgerond met de ontvangst van de katholieke ministers van Staat Cyrille Van Overbergh en Jules Poncelet.

### Informateur Hubert Pierlot (5 april - 12 april 1939)

Hubert Pierlot.

Na afloop van de consultaties werd Hubert Pierlot aangesteld tot informateur. Zijn opdracht hield in dat hij de koning op de hoogte moest stellen van de voorwaarden waaronder een nieuwe regering tot stand kon worden gebracht, met een programma dat zou beantwoorden aan de verkiezingsuitslag en de toestand van het land. Pierlots voorkeur ging uit naar een drieledige regering van katholieken, socialisten en liberalen. De socialisten waren door hun nederlaag echter niet erg geneigd om in een dergelijke coalitie te stappen.
In de avond van 5 april ontving Pierlot een liberale delegatie bestaande uit Kamerfractieleider Adolphe Max, Senaatsfractieleider Paul Henricot en ministers van Staat Paul Hymans en Albert Devèze om na te gaan onder welke voorwaarden de liberalen bereid waren om in een regering te stappen. De dag daarna ontving de informateur een katholieke delegatie samengesteld uit minister Hendrik Marck, fractievoorzitters Henri Carton de Wiart (Kamer) en Cyrille Van Overbergh (Senaat), Alfons Verbist en Giovanni Hoyois, de voorzitters van het Katholiek Blok, en Charles d'Aspremont Lynden, voorzitter van de Federatie van Katholieke Kringen en Conservatieve Verenigingen. Op 7 april besliste de partijraad van de BWP om zich nog niet uit te spreken over een drieledige regering en het initiatief in de regeringsvorming over te laten aan de katholieken en liberalen. De socialisten zouden pas aan onderhandelingen deelnemen als de voorwaarden van de katholieken en de liberalen om een drieledige regering te vormen aanvaardbaar waren voor de partij. De BWP-POB verzette zich bijvoorbeeld tegen elke vorm van deflatie en wilde geen verlaging van de lonen, de pensioenen en de werkloosheidsuitkeringen.
Dezelfde dag en de dag nadien raadpleegde Pierlot de socialistische minister Eugène Soudan (Buitenlandse Zaken), de katholieke minister August de Schryver (Justitie), Camille Gutt (Financiën), de onafhankelijke ministers Edgar Blancquaert (Openbaar Onderwijs) en Henri Denis (Landsverdediging) en de invloedrijke diplomaat Pierre van Zuylen om het programma van de volgende regering te bespreken. Op maandag 10 april had Pierlot opnieuw een onderhoud met minister van Financiën Camille Gutt en raadpleegde hij eveneens de socialistische ministers Eugène Soudan, Arthur Wauters (Arbeid en Sociale Voorzorg) en Willem Eekelers (Binnenlandse Zaken en Volksgezondheid). De volgende dag werden de voormalige socialistische ministers Paul-Henri Spaak, Achille Delattre en Joseph Merlot ontvangen. Tijdens de besprekingen op 10 en 11 april legde Pierlot aan de socialistische politici voorstellen voor omtrent het regeringsprogramma en op 12 april werden de liberalen op de hoogte gesteld van het resultaat van de gesprekken met de socialisten. Dezelfde dag nog ontving Pierlot een katholieke delegatie, nadat de socialisten en liberalen garanties hadden gevraagd van het Katholiek Blok, en diende hij bij de koning zijn eindverslag als informateur in. 

### Formateur Hubert Pierlot (12 april - 18 april 1939)
Nadat Pierlot zijn eindverslag als informateur had ingediend, werd hij door de koning aangesteld tot formateur. De volgende dag gaven de socialisten aan dat ze bereid waren om in een regering van nationale eenheid te stappen, op voorwaarde dat er geen deflatiemaatregelen werden doorgevoerd. Dezelfde dag voerde Pierlot overleg met zijn partij om zijn voorstellen over het regeringsprogramma bij te schaven. Op 14 april onderhandelde hij dan met de katholieken Henri Carton de Wiart en Hendrik Heyman, de socialisten Paul-Henri Spaak en Willem Eekelers en de liberalen Adolphe Max en Albert Devèze over zijn aangepaste voorstellen en werd overeenstemming bereikt over het regeringsprogramma.
De socialisten wensten echter niet te onderhandelen over de verdeling van de ministerportefeuilles zolang niet duidelijk was of hun partijcongres zou instemmen met regeringsdeelname. De katholieken en liberalen hadden bezwaar tegen deze werkwijze en besloten daarom op 15 april tot de vorming van een tweeledige regering over te gaan. Op 16 april kwamen de katholieken Charles d'Aspremont Lynden, Hendrik Marck en Gustaaf Sap en de liberalen Adolphe Max en Albert Devèze onder leiding van Pierlot samen om de laatste hand te leggen aan een tweeledige regering. Dezelfde dag nog kwamen de socialisten terug op hun besluit om de beslissing van hun congres af te wachten, waarna Paul-Henri Spaak en Eugène Soudan zich bij de onderhandelingen van de katholieken en de liberalen voegden. Op de avond van 16 april werd een akkoord bereikt over de verdeling van de ministerportefeuilles: vijf katholieken, vijf socialisten, drie liberalen en drie onafhankelijken. De volgende dag werden 14 van de 16 ministers van de regering-Pierlot II beëdigd, de aangezochte socialistische ministers Spaak (Buitenlandse Zaken) en Louis Piérard (Werkverschaffing) wachtten de beslissing van hun partijcongres af alvorens ze de eed zouden afleggen. Op 17 april besliste het socialistisch congres met een kleine meerderheid om regeringsdeelname af te wijzen, waardoor de socialistische ministers zich terugtrokken uit de regering. De katholieken en liberalen vormden vervolgens een tweeledige regering, waarbij het programma waarover met de socialisten overeenstemming werd bereikt, werd behouden (handhaven van de neutraliteitspolitiek en de sociale wetgeving, geen verlaging van de lonen, voortzetting van de besparingen, striktere toepassing van de taalwetten, de hervorming van het onderwijs, aan het parlement volmachten vragen om begroting in evenwicht brengen en financieel herstel te bereiken). Ook werd beslist om de drie socialistische ministers (Eugène Soudan, Arthur Wauters en Willem Eekelers) te vervangen door een liberale (Marcel-Henri Jaspar) en een katholieke minister (Antoine Delfosse). Op 18 april legden de nieuwe ministers de eed af. Op 25 april 1939 werd in de Kamer de regeerverklaring voorgelezen door premier Pierlot in het Frans en minister Arthur Vanderpoorten (liberaal) in het Nederlands, een dag later las minister Albert Devèze in de Senaat de regeerverklaring voor. Op 26 april gaf de Kamer haar vertrouwen aan de regering-Pierlot II, op 28 april deed de Senaat hetzelfde.

## Vorming regering-Pierlot III
Op 1 september 1939 vielen de nazi's Polen binnen, waarna Frankrijk en het Verenigd Koninkrijk twee dagen later de oorlog verklaarden aan Nazi-Duitsland. Omdat de vrees bestond dat België, dat een neutraliteitspolitiek handhaafde, betrokken zou raken in het conflict, werd het Belgisch leger gemobiliseerd om een mogelijke aanval vanuit Nazi-Duitsland tegen te gaan. In deze tijden van oorlogsdreiging zag Pierlot zich genoodzaakt om zijn katholiek-liberale regering uit te breiden met de socialisten en een regering van nationale eenheid te vormen. Op 3 september vroeg Pierlot in naam van de koning aan de socialisten om deel uit te maken van de regering. Het partijbureau van de BWP-POB, dat in spoedzitting bijeenkwam, ging hiermee akkoord en dezelfde dag nog kregen de socialisten vijf ministers toegewezen, waardoor de regering vanaf dan 18 leden telde: voorzitter Hendrik de Man werd minister zonder Portefeuille, Paul-Henri Spaak volgde Pierlot op als minister van Buitenlandse Zaken, Eugène Soudan volgde Paul-Emile Janson (liberaal) op als minister van Justitie, August Balthazar volgde Antoine Delfosse (katholiek) op als minister van Arbeid en Sociale Voorzorg en Arthur Wauters kreeg de nieuwe bevoegdheid Nationale Voorlichting. Janson en Delfosse bleven in de regering als minister zonder Portefeuille en minister van Bevoorrading. De nieuwe ministers van de regering-Pierlot III legden dezelfde dag nog de eed af. Op 5 september werd in het parlement de regeerverklaring voorgelezen door premier Pierlot in het Frans en minister Hendrik de Man (BWP) in het Nederlands.

## Vorming regering-Pierlot IV

### Formateur Hubert Pierlot (4 januari - 5 januari 1940)
De regering-Pierlot III kreeg de kritiek dat ze te veel ministers telde om een efficiënt beleid te kunnen voeren en daarom besloot premier Pierlot begin 1940 om zijn regering te herschikken. Op 4 januari bood hij aan koning Leopold III het ontslag van de regering aan, waarna Pierlot de opdracht kreeg om zo snel mogelijk verslag uit te brengen betreffende de wijzigingen die aan de regering moesten worden aangebracht. Een dag later bereikte de formateur een akkoord over de samenstelling van de nieuwe regering. De regering-Pierlot IV telde 14 ministers: 5 katholieken, 4 socialisten, 3 liberalen en 2 onafhankelijken. Albert Devèze (LP) werd als minister van Binnenlandse Zaken opgevolgd door zijn partijgenoot Arthur Vanderpoorten, die op Openbare Werken werd vervangen door Léon Matagne (POB), Hendrik Marck (Katholiek Blok) werd als minister van Verkeerswezen opgevolgd door Antoine Delfosse, Jules Duesberg (onafhankelijk) werd op Openbaar Onderwijs opgevolgd door Eugène Soudan (BWP), die op zijn beurt als minister van Justitie werd vervangen door Paul-Emile Janson (LP). Minister zonder Portefeuille Hendrik de Man (BWP) en minister van Nationale Voorlichting Arthur Wauters (POB) verdwenen uit de regering en werden niet vervangen. Door de oorlogsdreiging werd beslist om geen regeerverklaring te houden.

## Vorming regering-Pierlot V
Op 10 mei 1940 vielen de nazi's België binnen. Nadat al snel duidelijk werd dat het land onder de voeten zou worden gelopen door de Wehrmacht, kwam het op 25 mei tijdens een onderhoud in het kasteel van Wijnendale tot een breuk tussen de koning en de regering, die vertegenwoordigd werd door ministers Hubert Pierlot, Paul-Henri Spaak, Arthur Vanderpoorten en Henri Denis. De regering eiste dat de koning hen na de capitulatie van het Belgisch leger zou vergezellen naar het buitenland om van daaruit de strijd tegen de Duitsers voort te zetten, terwijl Leopold III meende dat het zijn plicht was om bij zijn volk te blijven. Ook was hij ervan overtuigd dat de Duitsers de oorlog hadden gewonnen en dat het zinloos was om verder te strijden. Op 28 mei 1940 capituleerde het Belgisch leger, waarna Leopold III zichzelf beschouwde als een krijgsgevangene van de Duitsers. De regering was misnoegd over de beslissing van de koning en tijdens een bijeenkomst van het Belgische parlement in het Franse Limoges op 31 mei 1940 werd de houding van Leopold III in scherpe bewoordingen afgekeurd en werden hem zijn grondwettelijke bevoegdheden ontnomen, omdat hij volgens de regering niet meer in staat was om te regeren. Hierdoor weigerde de koning de legitimiteit van de regering nog langer te erkennen. Nadat ook het Franse leger op 22 juni capituleerde voor de Duitsers, zwierven de ministers van de regering-Pierlot IV rond in Frankrijk. Op 18 juni was minister Marcel-Henri Jaspar zonder zijn medeministers te verwittigen naar Londen gereisd, waar hij verklaarde dat de Belgische regering de strijd tegen de Duitsers wilde voortzetten. Dit leidde tot groot ongenoegen bij zijn collega's, van wie de meesten eraan dachten om de strijd op te geven, en op 24 juni werd Jaspar wegens "postverlating" ontslagen. Nadat de regering te weten kwam dat Jaspar poogde om met de steun van voormalig Kamervoorzitter Camille Huysmans een tegenregering op de been te brengen, besloten ministers Pierlot, Spaak, Camille Gutt en Albert de Vleeschauwer eind augustus 1940 naar Londen te trekken en kozen ze definitief de kant van de geallieerden. De andere ministers besloten om achter te blijven in Frankrijk en boden in een brief gedateerd op 28 augustus 1940 hun ontslag aan aan de premier. Nadat Spaak, Pierlot, Gutt en de Vleeschauwer op 22 oktober werden herenigd, hielden ze op 31 oktober een eerste ministerraad in Londen. Dit was het begin van de regering-Pierlot V, die tot de Bevrijding van België in september 1944 vanuit Londen bleef regeren. 
1919 · 1920 · 1921 · 1923 · 1924 · 1925 · 1926 · 1927 · 1929 · 1931 · mei 1932 · okt. 1932 · dec. 1932 · jun. 1934 · nov. 1934 · 1935 · 1936 · 1937 · 1938 ·  feb. 1939 · apr. 1939 · 1940 · 1944 · 1945 · feb-mrt 1946 · jul-aug 1946 · 1947 · 1948 · 1949 · jun 1950 · aug 1950 · 1952 · 1954 · jun. 1958 · nov. 1958 · 1961 · 1965 · 1966 · 1968 · 1971/72  · 1972/73 · 1974 · 1977 · 1978 · 1978/79 · apr.-mei 1980 · okt. 1980 · apr. 1981 · nov.-dec. 1981 · 1985 · oktober 1987 · 1987/88 · 1991/92 · 1995 · 1999 · 2003 · 2007 · 2008 · 2010/11 · 2014 · 2019/20 · 2024/25